# Постал
Постал (англ. Postal) — американсько-німецько-канадський бойовик 2007 року, знятий за мотивами відеогри «Postal».

## Сюжет
У місті Парадиз будують величезний розважальний центр, і в один з магазинів завозять партії іграшок Крочі. Ці іграшки у формі дупи стають об'єктом пильної уваги двох угруповань. Терористи хочуть викрасти їх, щоб зашити в кожну штам вірусу пташиного грипу. А банда хіпі хоче вкрасти Крочі, щоб заробити. Між цими двома «компаніями» знаходиться невдачливий чувак, у якого в житті все погано. У якийсь момент хлопцю все набридає, і він влаштовує в Парадизі криваву баню.

## У ролях
- Зак Ворд — Чувак
- Дейв Фолі — дядя Дейв
- Кріс Коппола — Річард
- Джекі Тон — Фейт
- Дж.К. Сіммонс — кандидат Веллс
- Ральф Меллер — офіцер Джон
- Верн Троєр — Верн Тройер
- Кріс Спенсер — офіцер Грег
- Ларрі Томас — Усама бен Ладен
- Майкл Паре — Пенхандлер
- Ерік Аварі — Хабіб
- Ліндсей Холлістер — рекордер
- Брент Менденхолл — Джордж Буш
- Рік Хоффман — містер Блітер
- Майкл Беняер — Мохаммед
- Девід Хаддлстон — Пітер
- Сеймур Кессель — Пол
- Уве Болл — Уве Болл
- Вінс Десідеріо — Вінс Десідеріо
- Міхаелла Манн — Дженні
- Холлі Еглінгтон — Карен
- Люсі Гест — Сінді
- Джонатан Брюс — Гаррі
- Майкл Еклунд — незадоволена людина